# Heidegeist
Heidegeist (auch: guter Heidegeist) ist ein Kräuterschnaps, der insbesondere in der Lüneburger Heide verbreitet ist. 
Heidegeist enthält insgesamt 31 Heidekräuter und hat einen Alkoholgehalt von 50 %. Er ist klar in der Farbe und kräftig im Geschmack.
Ursprünglich von C.W. Baland & Langebartels aus Celle hergestellt, wird Heidegeist heute genau wie Ratzeputz von Schwarze & Schlichte in Oelde produziert. Er ist in sechs verschiedenen Flaschengrößen erhältlich. 
Der Schnaps wird gut gekühlt pur getrunken oder auch in Cocktails und zum Kochen verwendet. Besonders in der Lüneburger Heide ist eine Mischung mit dem Ingwerschnaps Ratzeputz unter der Bezeichnung 108er verbreitet, was sich auf die Addition der Alkoholgehalte von 50 % bzw. 58 % zurückführen lässt.